# Cecil Healy
Cecil Patrick Healy (* 28. November 1881 in Sydney; † 29. August 1918 in Assevillers, Frankreich) war ein australischer Schwimmer.

## Kindheit und Jugend
Cecil Healy wurde als Sohn eines Rechtsanwaltes in Darlinghurst, einem Stadtteil von Sydney, geboren. Als Kind zog er mit seiner Familie in die Kleinstadt Bowral, südlich von Sydney, wo er seine Grundschulzeit verbrachte. 1896 zog er zurück nach Sydney und trat dem East Sydney Swimming Club bei, dem auch Frederick Lane angehörte. Healy war auch Mitglied des North Steyne Surf Lifesaving Club. Healy besuchte das St. Aloysius College in Sydney.

## Schwimmkarriere
Im Jahr 1904 schwamm Healy mit 58 Sekunden die schnellste Zeit aller Zeiten über 100 Yards Freistil. Jedoch gab es zu dieser Zeit noch keine offiziellen Weltrekorde. Bei den Australasiatischen Meisterschaften im Jahr 1905 schwamm er die 110 Yards Freistil erneut in 58 Sekunden und stellte bei seinem ersten Meistertitel einen neuen Weltrekord auf.
1906 wurde Healy als einer von vier australischen Athleten für die Olympischen Zwischenspiele 1906 in Athen nominiert. Bei den Spielen in Athen gewann Healy über 100 Meter Freistil hinter dem US-Amerikaner Charles Daniels und dem Ungarn Zoltán von Halmay die Bronzemedaille.
Nach den Spielen reiste Healy durch Europa und machte das Kraulschwimmen berühmter. Er trat in Hamburg, Belgien und in den Niederlanden bei verschiedenen Wettkämpfen an und gewann bei den Britischen Meisterschaften das Rennen über 220 Yards Freistil.
Healy kehrte nach Australien zurück und wurde Australischer Meister über 100 Meter Freistil, konnte jedoch aus Geldmangel nicht an den Olympischen Sommerspielen 1908 teilnehmen. In den Jahren 1909 und 1910 verteidigte er seinen Australischen Meistertitel.
Im Jahr 1912 wurde Healy Dritter über 110, 220 und 880 Yards Freistil bei den Australasiatischen Meisterschaften und qualifizierte sich somit für die Olympischen Sommerspielen 1912 in Stockholm. Zu diesen Spielen stellten Australien und Neuseeland unter dem Namen Australasien eine gemeinsame Delegation.
Über 100 Meter Freistil konnte er die Silbermedaille gewinnen. Vier Tage später verpasste er im 400-Meter-Freistilrennen als Vierter eine Medaille. Nachdem er im 4 × 200-m-Freistilstaffelrennen zusammen mit Harold Hardwick, Leslie Boardman und Malcolm Champion bereits im Vorlauf einen neuen Weltrekord aufgestellt hatte, stellte die Staffel diesen im Finale erneut ein und wurde Olympiasieger.
Nach den Spielen reiste er erneut durch Europa, wo er Beaurepaires 220-Yards-Weltrekord in Schottland um mehr als drei Sekunden unterbot. Danach zog er sich zurück, kehrte in seine Heimat zurück und arbeitete als Rettungsschwimmer am Strand von Manly.

## Militärdienst und späteres Leben
Im September 1915 begann Healy seine Militärlaufbahn bei der Australian Defence Force, für die er als Oberfeldwebel in Ägypten und Frankreich diente. Während des Ersten Weltkriegs starb er 1918 an der Somme-Front in Assevillers.
1981 wurde Healy in die International Swimming Hall of Fame aufgenommen.